# Catherine de Vivonne, Marquise de Rambouillet

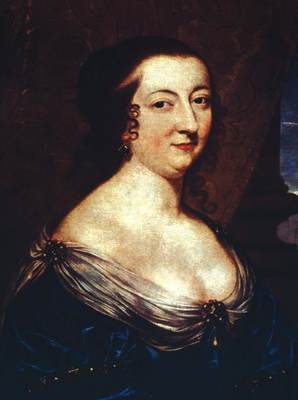
Porträt Catherine de Vivonnes

Catherine de Vivonne, marquise de Rambouillet (* 1588 in Rom; † 2. Dezember 1665 in Paris) war eine französische Adelige, die als Schirmherrin eines literarischen Salons in die Geistesgeschichte einging. Hier wird sie in der Regel unter dem Namen Marquise de Rambouillet rezipiert.

## Leben und Wirken der Marquise, Bedeutung der Salonkultur
Catherine war die Tochter des Marquis Jean de Vivonne und der aus altem römischen Adel stammenden Giulia Savelli und wurde sehr jung mit dem reichen Charles d’Angennes, Marquis de Rambouillet, verheiratet. Sie war hochgebildet und beherrschte mehrere Sprachen. Da sie von zarter Gesundheit war, scheute sie die regelmäßige Anwesenheit am Pariser Königshof und schuf sich ab ca. 1620 eine Art eigenen kleinen Hof in ihrem nahe dem Palais du Louvre gelegenen Stadtpalast, dem Hôtel de Rambouillet, das nach ihren eigenen Plänen erbaut und ausgestattet war. Hier führte sie bis etwa 1660 ein offenes Haus, in dem sie geistig interessierte Hochadelige, darunter den Grand Condé und Kardinal Richelieu, mit intellektuell Interessierten aus dem niederen Adel und dem Bürgertum zusammenführte. Zugleich, um keinen reinen Männerzirkel zu bilden, sorgte sie für die Anwesenheit adeliger Damen und adeliger junger Mädchen, darunter, neben ihrer eigenen ältesten Tochter, Julie d’Angennes, auch Marie de Rabutin-Chantal, die spätere Madame de Sévigné, und Marie-Madeleine Pioche de la Vergne, die spätere Madame de La Fayette. Dass sich Frauen und Männer, aber auch Angehörige unterschiedlicher gesellschaftlicher Gruppen zum Gedankenaustausch und gehobener Zerstreuung trafen, galt als Novum in der Sozial- und Kulturgeschichte. Hier wurden die Grundlagen für ein zunächst typisch französisches Phänomen gelegt, das später, bis ins 19. Jahrhundert hinein, in zahlreichen Ländern als Vorbild diente und als mondanité bezeichnet wird. In dieser mischen sich geistig-kulturelle und formale Ansprüche. Nach dem Ende der 40 Jahre währenden französischen Religionskriege (Hugenottenkriege), einer Phase der Grausamkeit und Verrohung, entstanden nach dem Vorbild des Salons der Marquise de Rambouillet gesellige Kreise, in denen nicht nur diskutiert, gedichtet und musiziert, sondern auch die guten Sitten, der höfliche Umgang und eine verfeinerte Sprache, entwickelt und gepflegt wurden.
Der sich durchaus als exklusiv empfindende Kreis um die Marquise und ihren einfallsreichen Animateur, Vincent Voiture, übte sich vor allem in der Kunst der geistreichen Konversation und galanten Gelegenheitsdichtung. Hierbei entwickelte man das im Prinzip egalitäre, d. h. nicht ständisch gebundene Ideal des honnête homme (ein Begriff, der vermutlich in Analogie zu gentilhomme, Edelmann, entstand und mit „Ehrenmann“ nur ungenau übersetzt ist). Die bewusst anspruchsvolle Ausdrucksweise des Kreises fand starken Widerhall in der Literatur der Epoche und wirkte in die Pariser Gesellschaft hinein, wo sie bald nachgeahmt, bald als preziös, d. h. als übertrieben kostbar verlacht wurde. Das im Salon der Marquise de Rambouillet propagierte Interesse an der französischen Sprache und am guten, geistreichen Ausdruck bereitete das geistige Klima für die Gründung der Académie française durch den König, Ludwig XIII., im Jahr 1635.   
Nach der Heirat und dem Fortzug ihrer Tochter Julie (1645), dem Tod Voitures (1648) und dem Beginn der Fronde war die Glanzzeit des Hôtel de Rambouillet vorüber, und 1661, noch zu Lebzeiten der Marquise, karikierte Molière in der Komödie Les Précieuses ridicules („Die lächerlichen Preziösen“) die Preziosität in Gestalt zweier überkandidelter Bürgerstöchter, in denen mancher die Marquise de Rambouillet zu erkennen glaubte. Die Marquise selbst war bei der Uraufführung zugegen und soll sich trefflich amüsiert haben. Die Idee des Konversations- oder literarischen Salons blieb über die Wirkungszeit der Marquise hinaus bestehen und brachte immer neue Begegnungsstätten dieser Art hervor, die zum intellektuellen Fortschritt beitrugen. Die deutsche Salonkultur erlebte ihre Blüte am Ende des 18. Jahrhunderts im Zeitalter der Berliner Aufklärung. 
Bekannte langjährige Gäste des Hôtel de Rambouillet waren:
- Le Grand Condé,
- Kardinal Richelieu und dessen Nichte Marie-Madeleine de Vignerot,
- François de Malherbe,
- Honoré d’Urfé
- Roger de Bussy-Rabutin,
- Pierre Corneille,
- Madame de Sévigné,
- Vincent Voiture als Seele des Kreises[2],
- Valentin Conrart,
- Angélique Paulet,
- Madame de La Fayette,
- Claude de Malleville,
- François Maynard,
- Jean Ogier de Gombauld,
- Anne Geneviève de Bourbon-Condé,
- M. de Chaudebonne,
- Antoine Godeau,
- Honorat de Bueil, Marquis de Racan,
- Antoine-Gérard de Saint-Amant,
- Madeleine de Scudéry und ihr Bruder Georges de Scudéry
- Guillaume Colletet,
- Claude Favre de Vaugelas,
- Gédéon Tallemant des Réaux